# Francesco Bartolomeo Rastrelli
Francesco Bartolomeo Rastrelli (en ruso: Франче́ско Бартоломе́о Растре́лли; Florencia, 1700-San Petersburgo, 29 de abril de 1771) fue un arquitecto italiano naturalizado ruso. Desarrolló un estilo fácilmente reconocible de barroco tardío. Sus principales obras incluyen el Palacio de Invierno en San Petersburgo y el Palacio de Catalina en Tsárskoye Seló, que son famosos por su extravagante lujo y la opulencia de su decoración. También es obra suya el Palacio Stróganov de San Petersburgo. Así es como el joven Bartolomeo fue a Rusia en 1715 con su padre, el escultor italiano Carlo Bartolomeo Rastrelli (1675-1744). Su ambición fue combinar las últimas modas arquitectónicas italianas con las tradiciones del estilo barroco moscovita. Su primera comisión importante llegó en 1721, cuando le fue encomendada la construcción de un palacio para el Príncipe Dimitrie Cantemir, antiguo gobernador de Moldavia.
Fue nombrado arquitecto de la corte en 1730. Sus trabajos encontraron el favor de las zarinas, la Emperatriz Ana (1730-1740) e Isabel (1741-1762).

## Obras
- 1730-1731: palacio de Annenhof en el distrito de Lefórtovo en Moscú, construido en madera, reemplazado por el palacio de Catalina (Moscú) (desplazado en 1736; incendiado  en 1746);
- 1733: primer palacio de Invierno en San Petersburgo, parcialmente demolido;
- 1736-1740: palacio de Rundāle (anteriormente castillo de Ruhenthal), en Pilsrundāle cerca de Bauska (Letonia) (y en 1764-1767)
- 1738-1740: palacio de Mitau en Jelgava (anteriormente Mitau) (Letonia) (1763-1772)
- 1741: palacio de verano en San Petersburgo, demolido en 1797;
- 1747-1755: ampliación y renovación del Palacio de Peterhof, cerca de San Petersburgo;
- 1748: puente de Panteleimón en San Petersburgo,  fue construido en estilo barroco;
- 1748-1750: palacio de Ropsha en Ropsha (óblast de Leningrado).

- 1748-1767: iglesia de San Andrés de Kiev (Ucrania);

- 1749-1757: palacio Vorontsov en San Petersburgo;
- 1752-1756: palacio de Catalina en Tsárskoye Seló;
- 1752: Palacio Mariyinsky en Kiev, convertido en una residencia ceremonial para el presidente (1870);
- 1753-1754: palacio Stróganov en la  perspectiva Nevski, en San Petersburgo;
- 1754-1762:[1] palacio de Invierno en San Petersburgo;

El historiador del arte Borís Vípper ha especulado que el último diseño (sin terminar) de Rastrelli fue para la neoclásica mansión de Zaļenieki cerca de  Jelgava, Letonia.

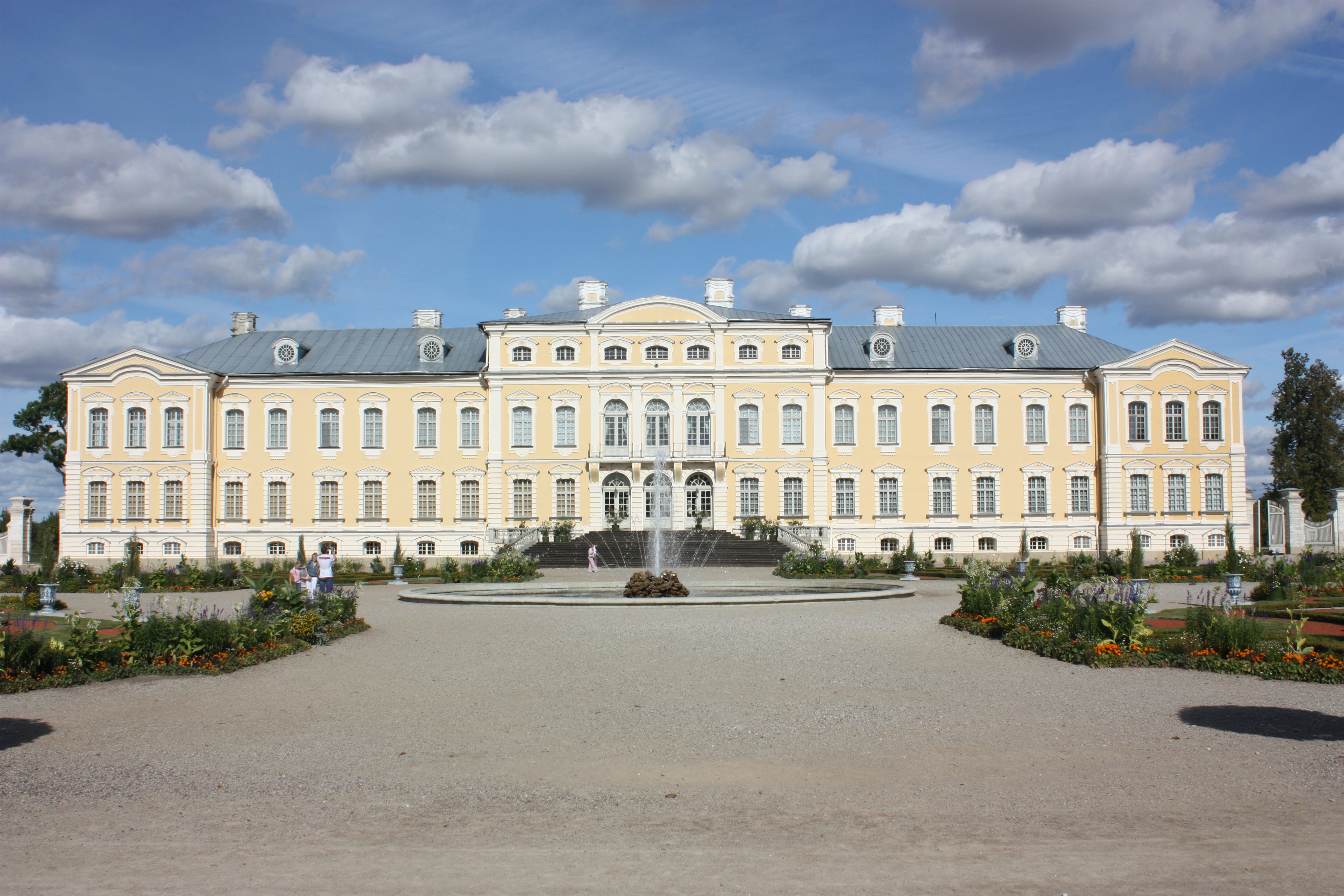
Palacio de Rundāle
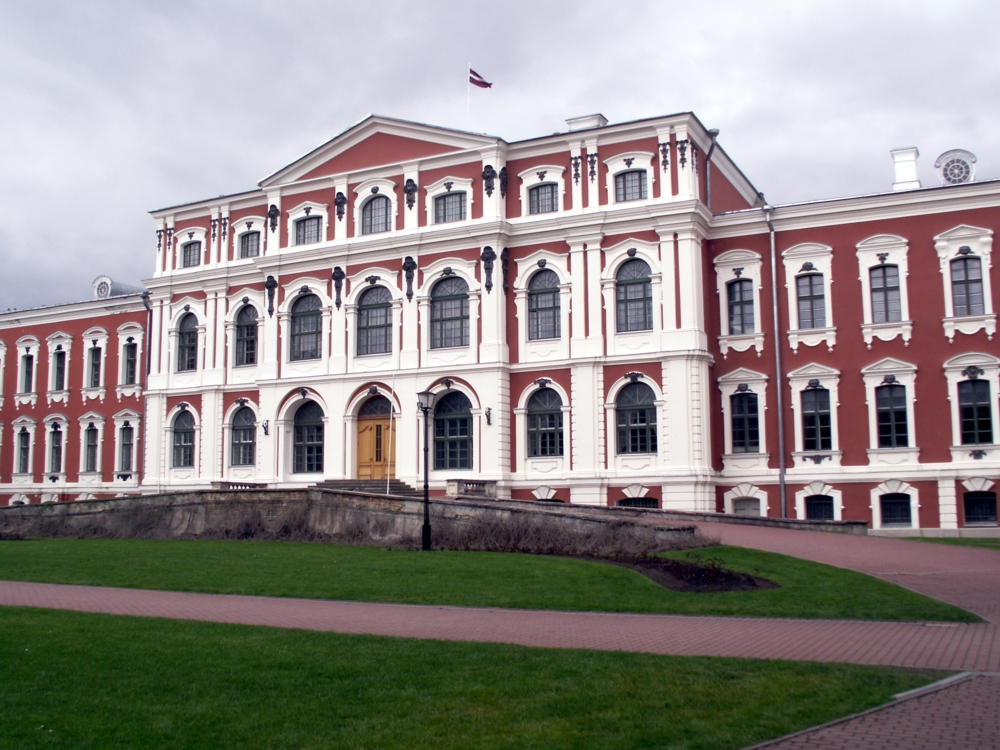
Palacio de Mitau
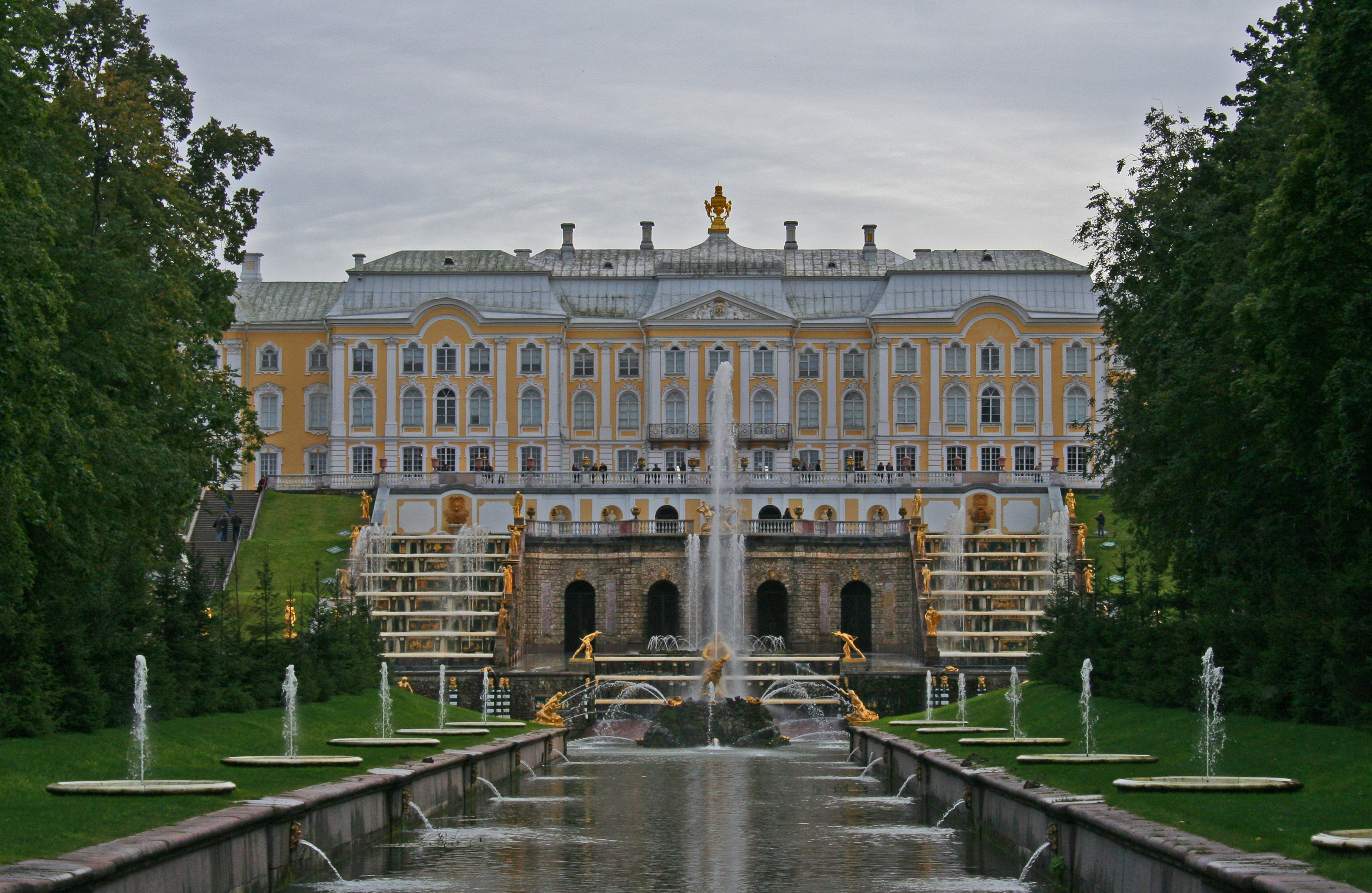
Palacio de Peterhof
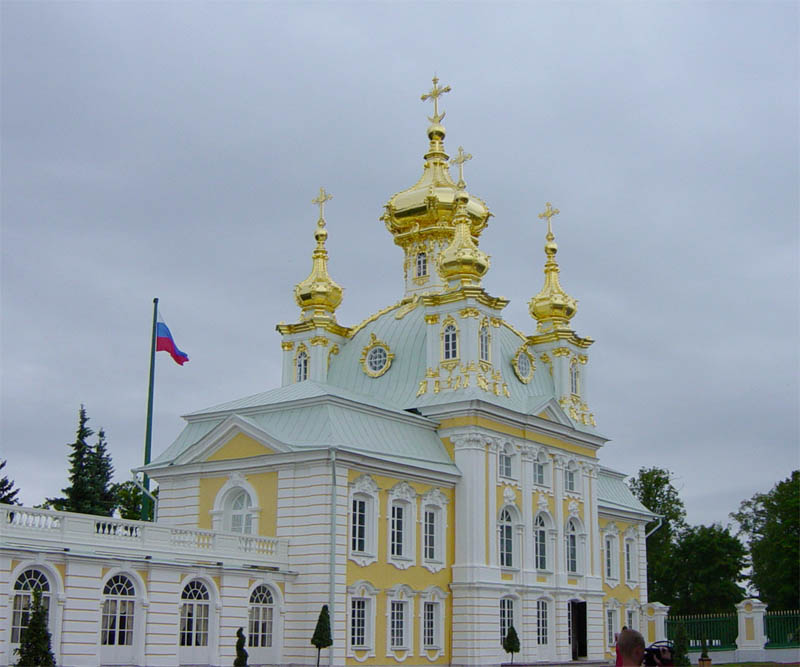
Capillas del palacio de Peterhof (1747-1751)
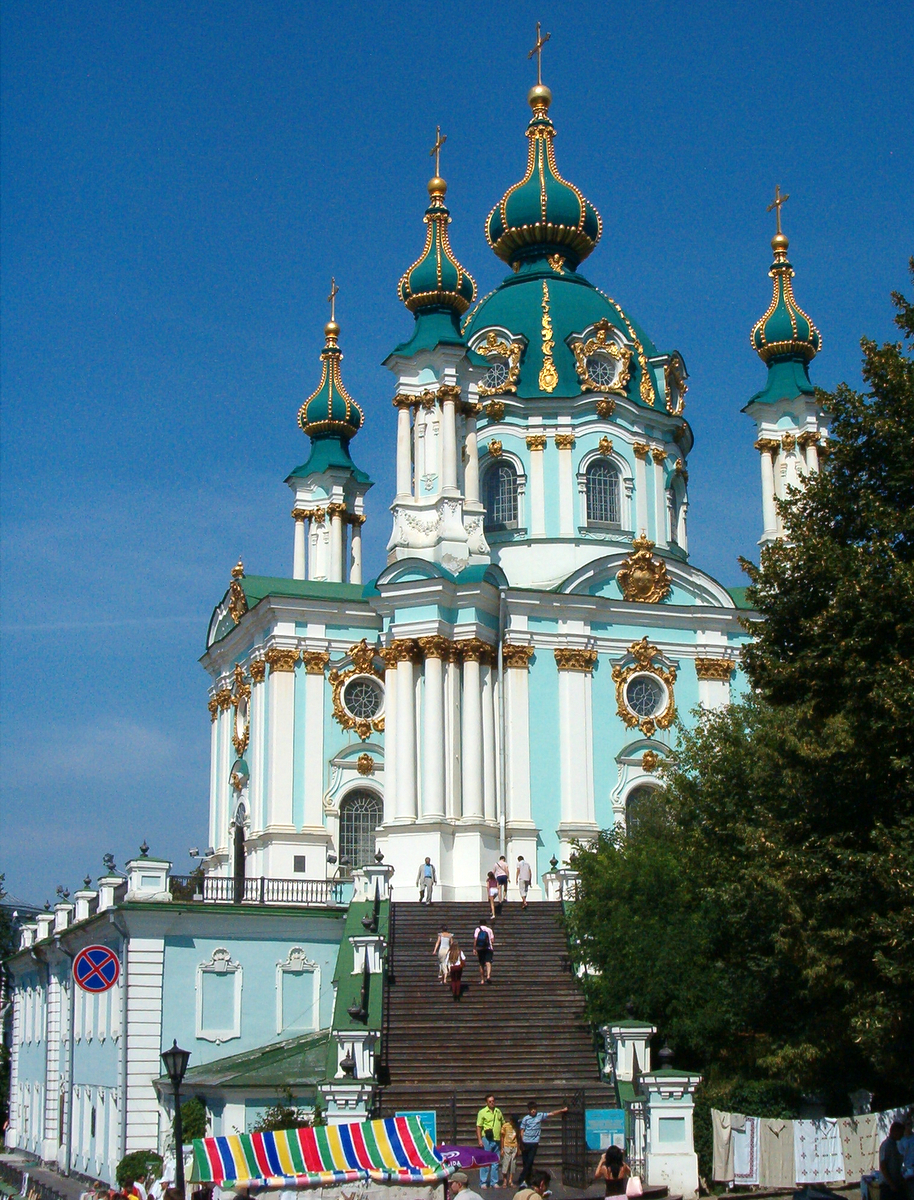
Iglesia de San Andrés de Kiev
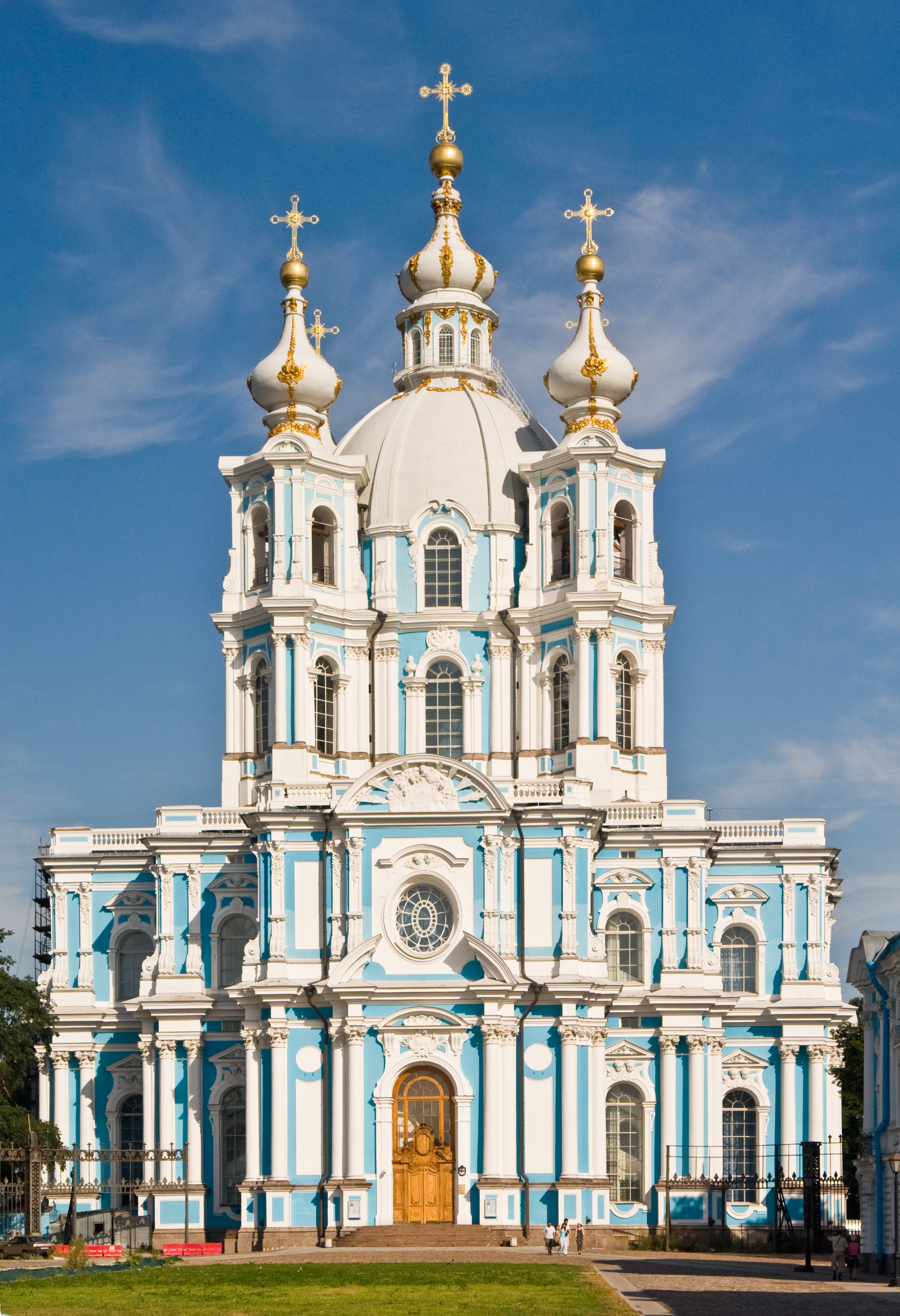
Convento Smolny (San Petersburgo) (1748-1764)
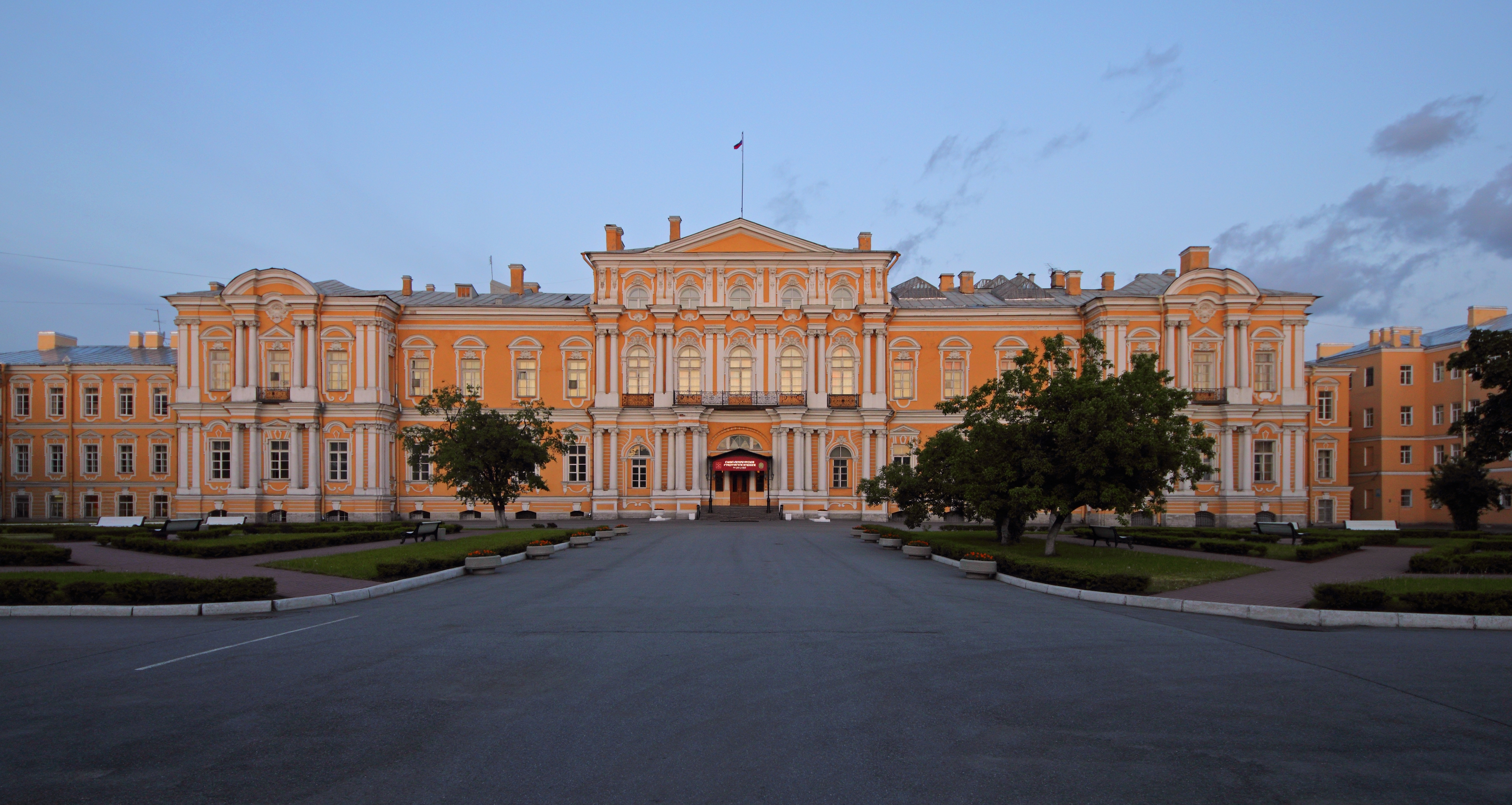
Palacio Vorontsov en San Petersburgo
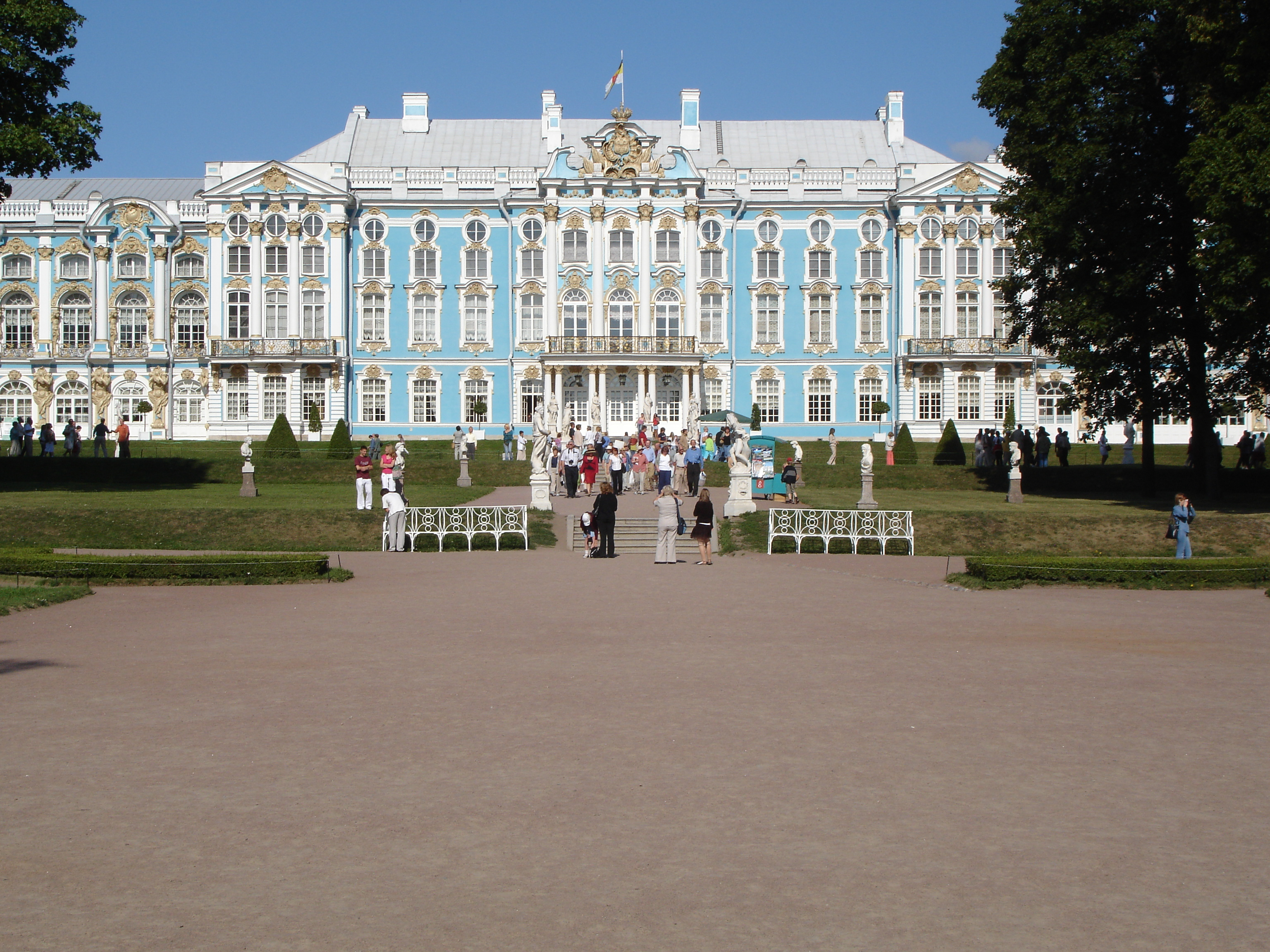
Palacio de Catalina
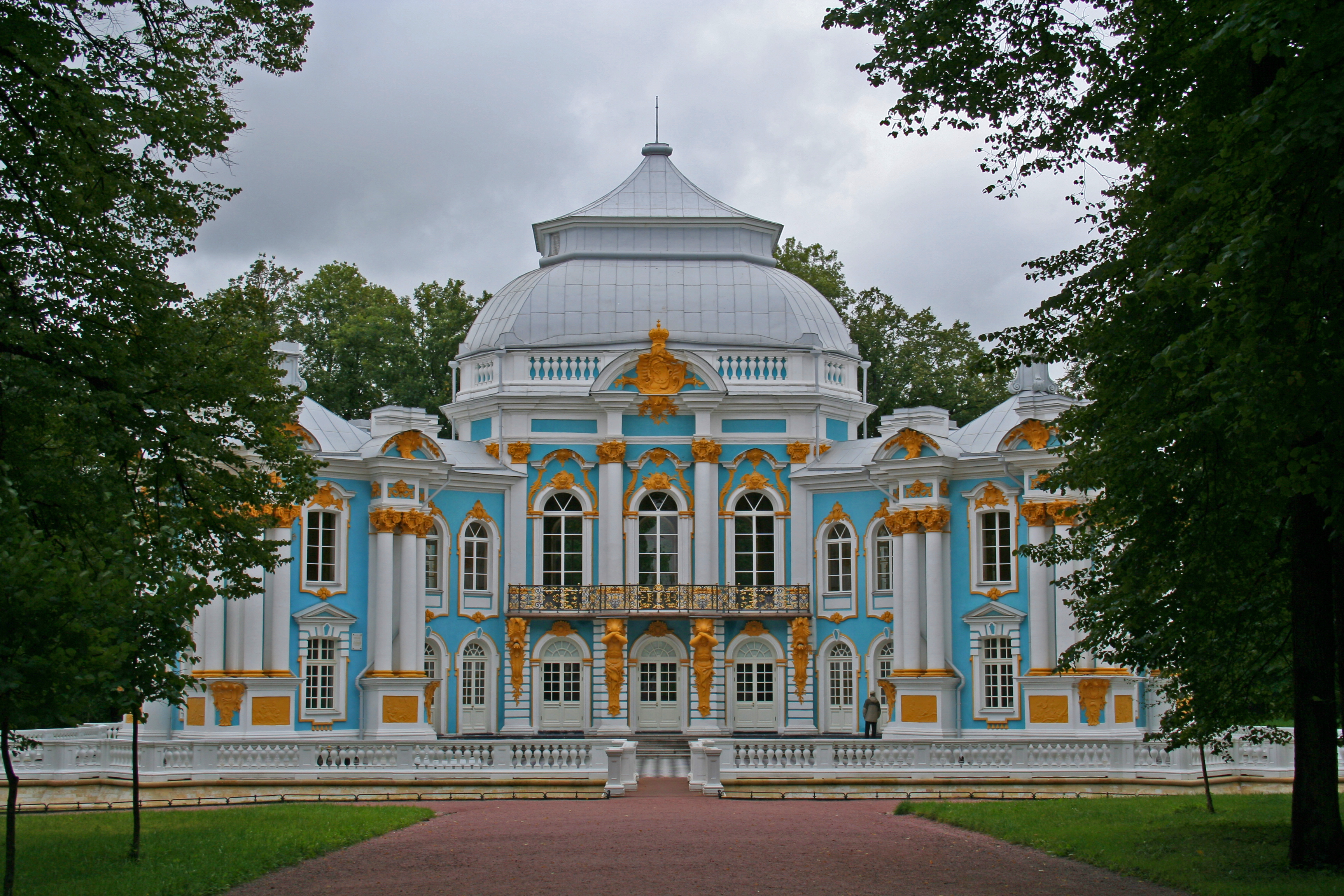
Pabellón del Hermitage en Tsárskoye Seló (1749)
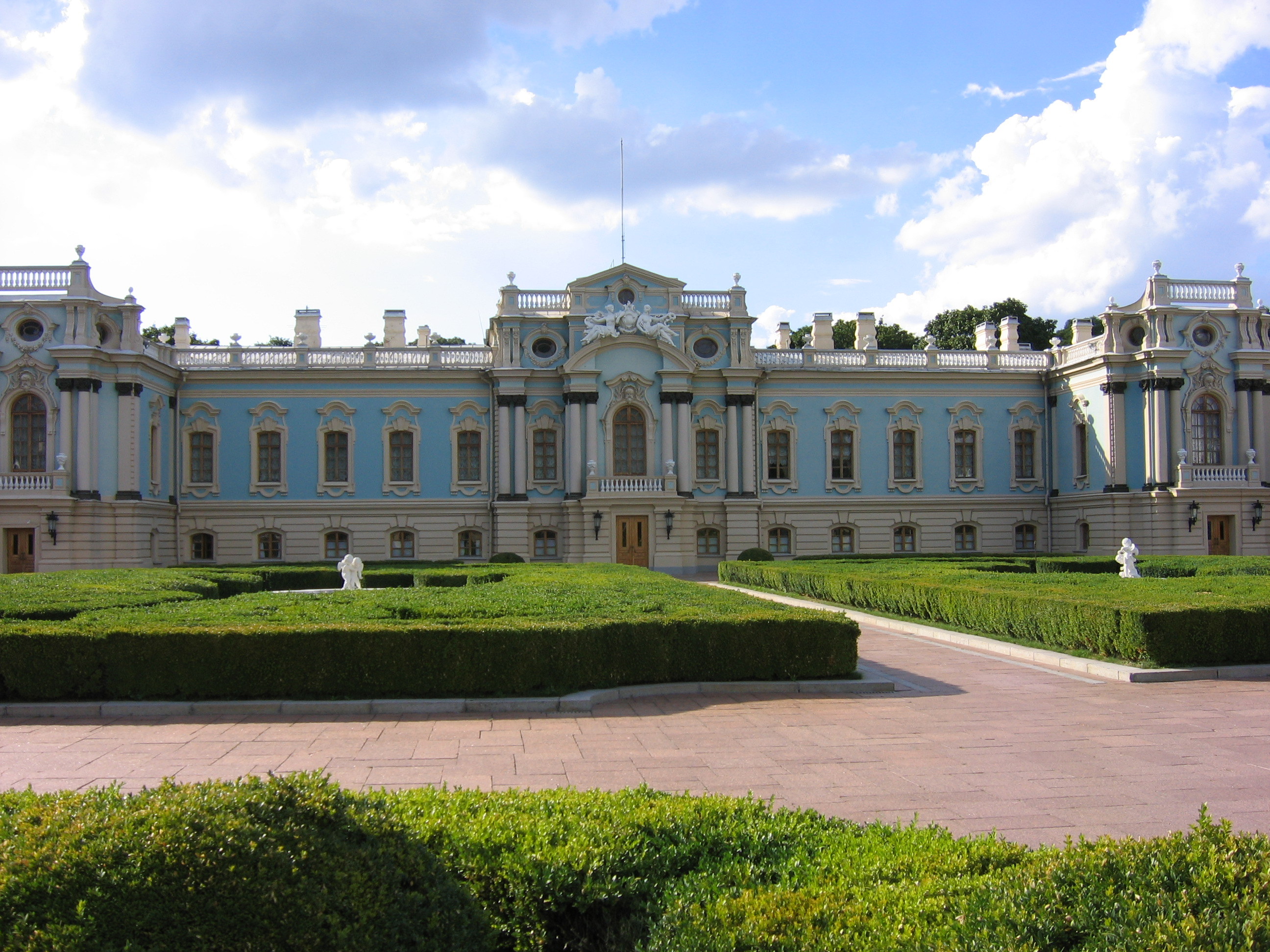
Palacio Mariyinsky (Kiev)
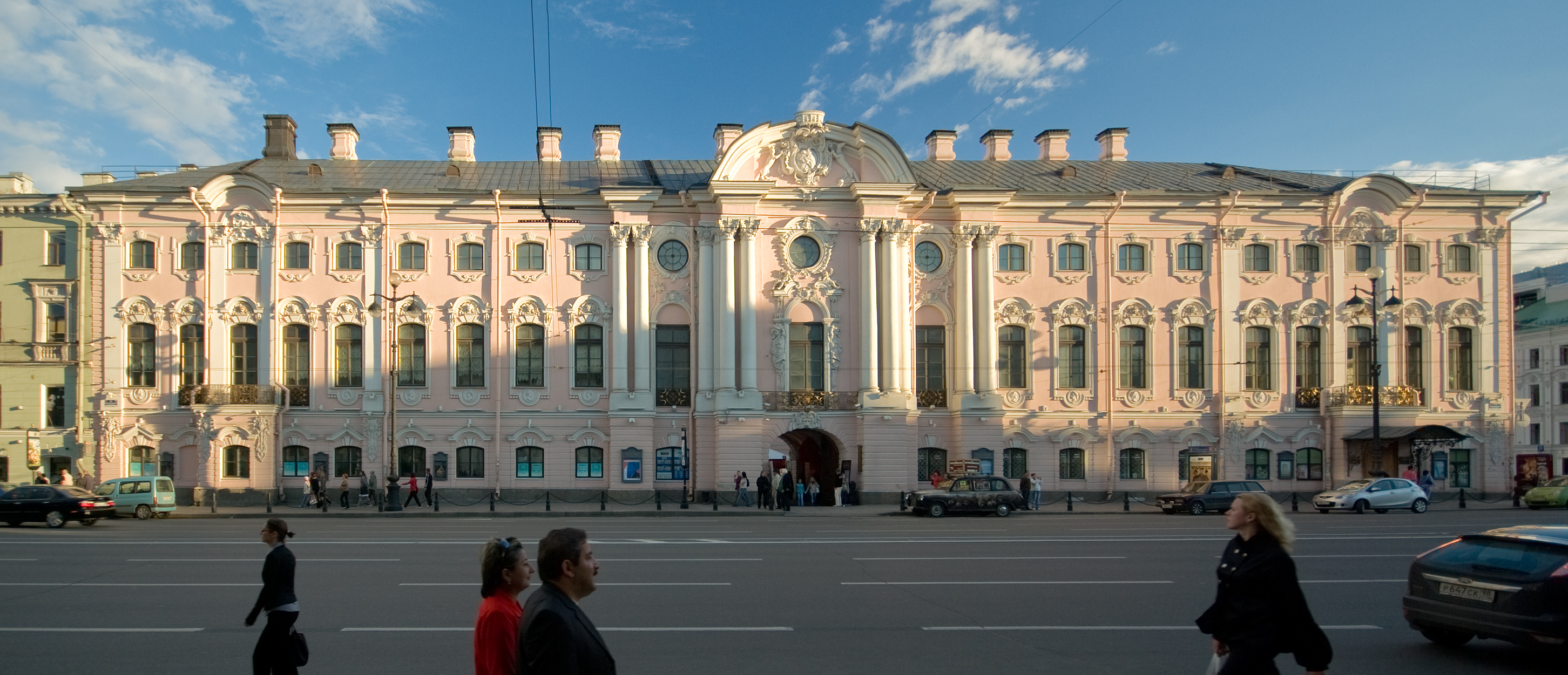
Palacio Stróganov
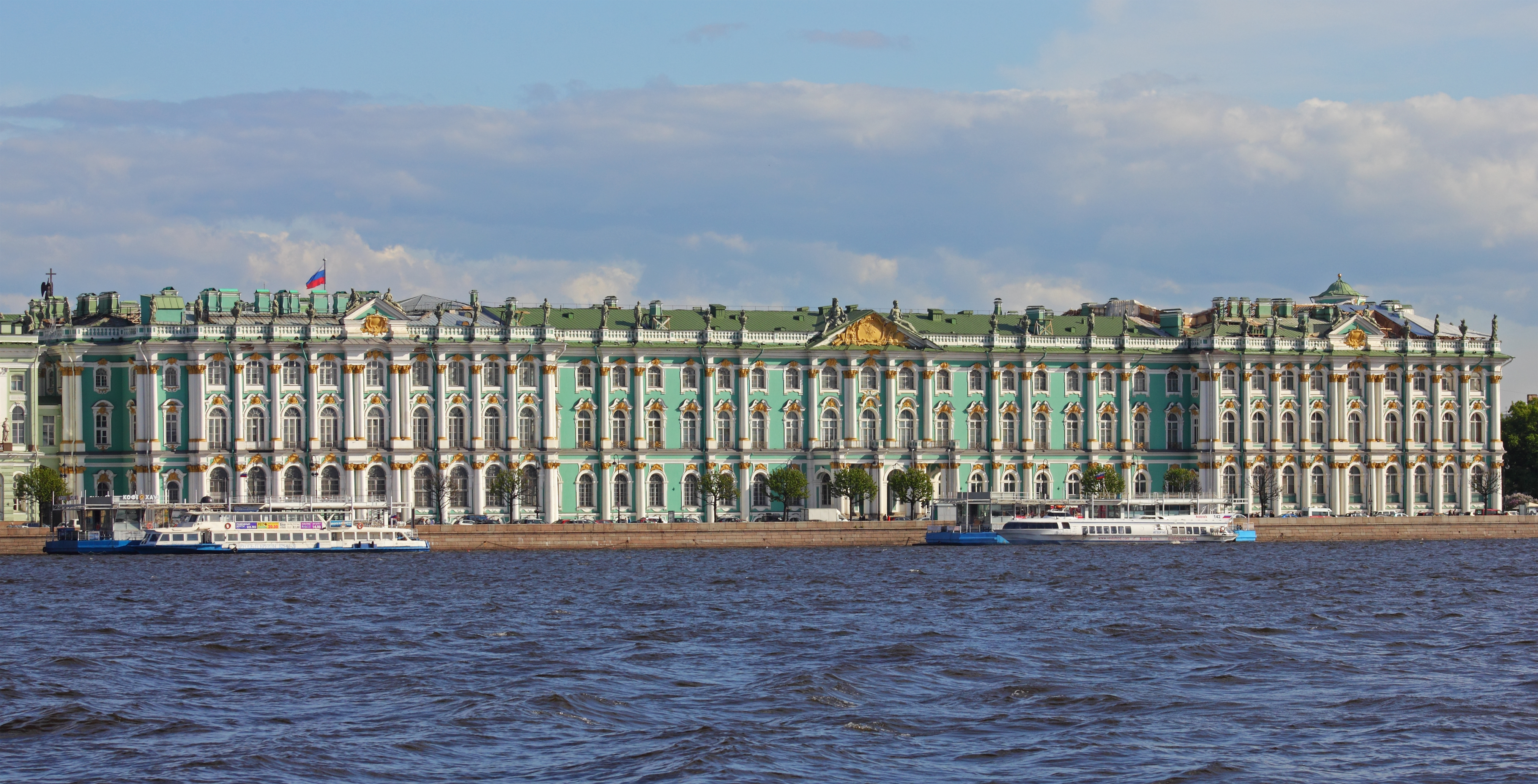
Palacio de Invierno
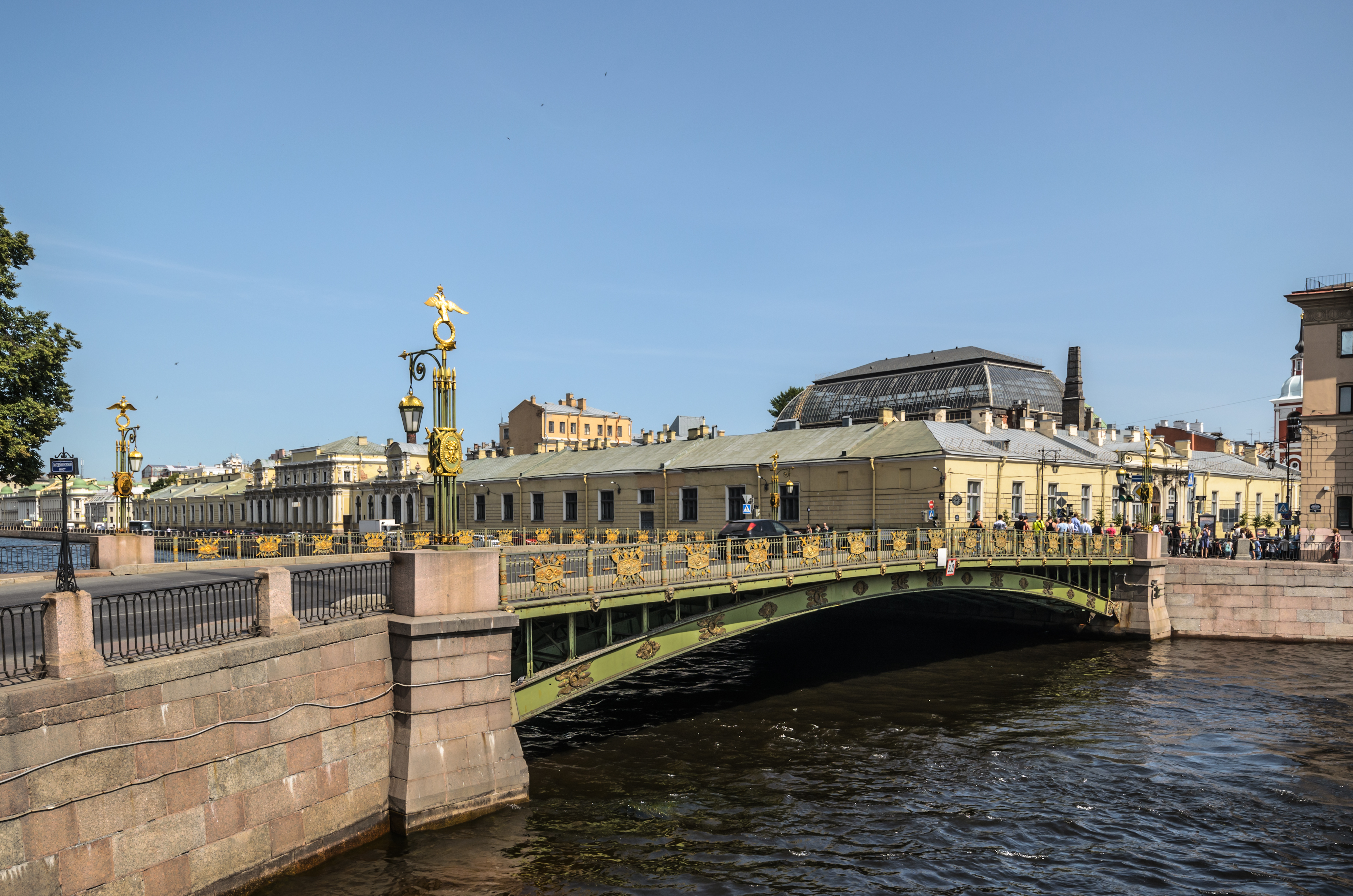
Puente de Panteleimón en San Petersburgo (1748)

Edificios demolidos
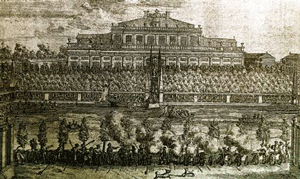
Annenhof
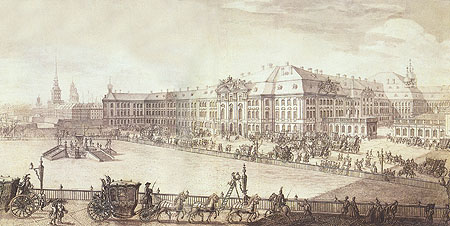
Palacio de Invierno de Ana (reemplazado por el palacio de Invierno) en San Petersburgo (1732-1735; demolido en 1754)
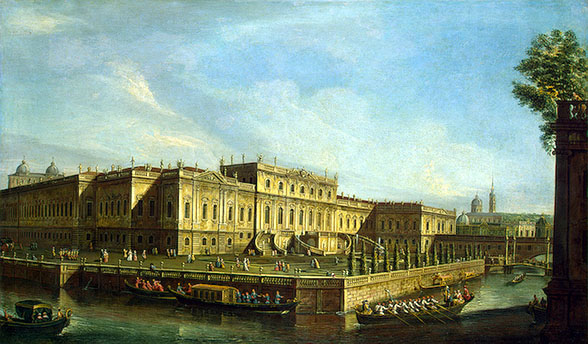
Palacio de verano en San Petersburgo (construido en madera, reemplazado por el castillo Mijáilovski en San Petersburgo (1741-1744; demolido en 1797)
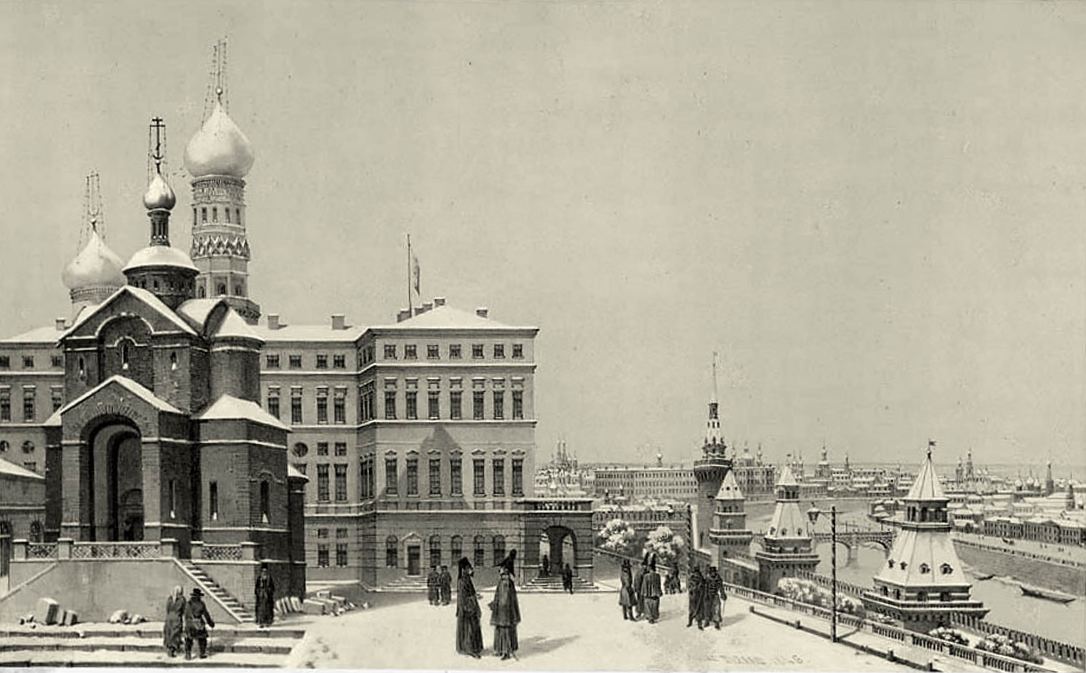
Palacio de Invierno del Kremlin (reemplazado por el Gran Palacio del Kremlin, en el Kremlin de Moscú) (1747-1756; reconstruido en 1798; demolido en 1837)